# Divertissement
Divertissement (fr. rozrywka, zabawa) – wywodzące się z francuskiej kultury dworskiej krótkie widowiska o charakterze mieszanym. Najczęściej określano tym terminem widowiska baletowe stanowiące interludium w operze lub w antraktach spektaklu teatralnego, w ich skład wchodziły jednak również muzyka, śpiew i recytacja.Divertissement miały charakter rozrywkowy lub okolicznościowy, często wiązały się z uroczystościami dworskimi. W operze i balecie popularne były do XIX wieku.